# Une chambre en ville
Vous lisez un « bon article » labellisé en 2010.
Pour plus de détails, voir Fiche technique et Distribution.
Une chambre en ville est un film musical dramatique français écrit et réalisé par Jacques Demy, sorti en 1982 et s'inspirant des grèves de Saint-Nazaire en 1955.
Sur fond de grèves et de conflits sociaux, à Nantes, François, un ouvrier en lutte, et Édith, une fille d'aristocrate, mal mariée à un bourgeois, s'aiment éperdument sous l'œil désabusé et impuissant de la mère d'Édith, veuve d'un colonel, chez qui François a pris la chambre en ville du titre.
Salué par la critique, mais boudé par le public à sa sortie, Une chambre en ville, entièrement chanté comme le sont Les Parapluies de Cherbourg, est beaucoup plus sombre que la plupart des films de Demy. Il exprime sa part d'ombre et permet de reconsidérer l'œuvre du réalisateur sous une autre perspective.

## Synopsis

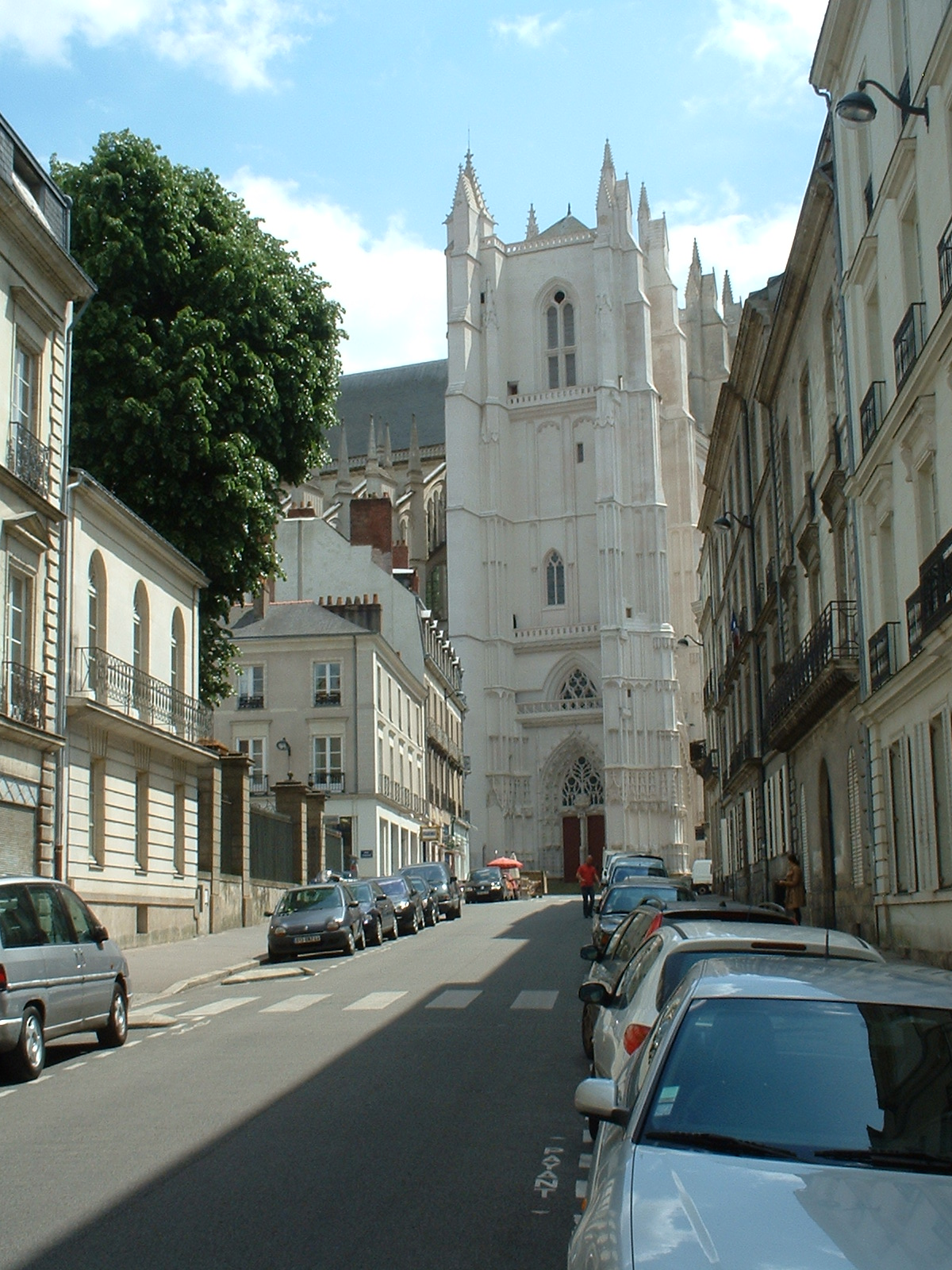
La rue du Roi-Albert, à Nantes, où habite la colonelle et où ont lieu les affrontements.

Le film se déroule en 1955, à Nantes, en pleine grève. François Guilbaud, un ouvrier gréviste, loue une chambre en ville à Mme Langlois, veuve d'un colonel qu'elle n'aimait pas, ruinée par les frasques de son fils mort. L'appartement se situe dans la rue du Roi-Albert, qui relie la cathédrale à la préfecture, où manifestations et affrontements se déroulent entre les grévistes et les forces de l'ordre.
Guilbaud a une liaison avec une ouvrière, Violette, qui tombe enceinte et veut se marier avec lui. Mais il ne partage pas les sentiments de la jeune femme. Un soir, il fait la rencontre d'Édith, mal mariée à Edmond Leroyer, marchand de télévisions. Édith, nue sous son manteau de fourrure, se prostitue, plus par volonté de se venger de son époux que par besoin financier. C'est le coup de foudre entre eux. Le couple passe la nuit à l'hôtel et chante son amour au petit matin. Or la jeune femme n'est autre que la fille de Mme Langlois. Celle-ci reçoit, en pleine nuit, la visite de son gendre, qui, armé d'un rasoir, laisse éclater sa colère.
Édith et François décident de vivre ensemble, ce qui n'est pas du goût de l'aristocrate. Au cours d'une nouvelle dispute, alors qu'Édith vient chercher ses affaires, Edmond se coupe la gorge sous ses yeux. Elle se réfugie alors chez sa mère. Violette lui rend visite, au même moment Guilbaud est frappé à la tête pendant de nouveaux affrontements. Ses camarades le portent, inconscient, chez Mme Langlois, il y meurt. Incapable d'envisager sa vie sans lui, Édith se suicide d'une balle dans la poitrine.

## Fiche technique
- Titre original : Une chambre en ville
- Réalisation : Jacques Demy
- Scénario : Jacques Demy
- Musique : Michel Colombier
- Son : André Hervée
- Photographie : Jean Penzer
- Montage : Sabine Mamou
- Décors : Bernard Evein
- Costumes : Rosalie Varda
- Affiche : Philippe Lemoine
- Production : Christine Gouze-Rénal
- Société de distribution : UGC
- Pays d'origine :  France
- Langue originale : français
- Format : couleurs (Eastmancolor) - 35 mm - 1,66:1 - Dolby Stéréo
- Genre : musical, drame
- Durée : 90 minutes
- Dates de sortie : 
  - France : 27 octobre 1982 (sortie initiale) ; 9 octobre 2013 (version restaurée)
  - États-Unis : 28 septembre 1991 (festival du film de New York)

## Distribution

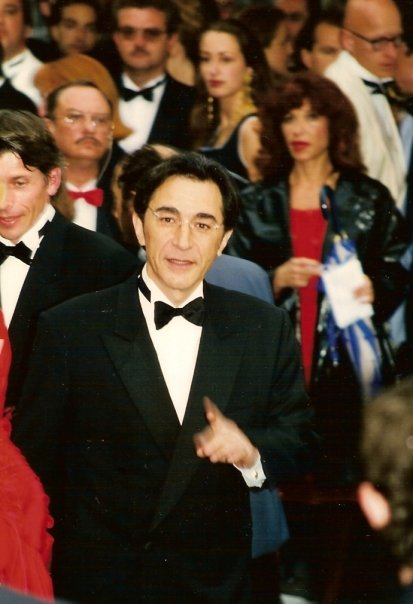
Richard Berry, interprète de Guilbaud, ici à Cannes en 1996.

- Dominique Sanda : Édith Leroyer (doublée pour le chant par Florence Davis)
- Richard Berry : François Guilbaud (doublé pour le chant par Jacques Revaux)
- Michel Piccoli : Edmond Leroyer, le mari d'Édith (doublé pour le chant par Georges Blaness)
- Danielle Darrieux : Margaux Langlois, la mère d'Édith
- Fabienne Guyon : Violette Pelletier
- Anna Gaylor : Mme Pelletier, la mère de Violette (doublée pour le chant par Liliane Davis)
- Jean-François Stévenin : Dambiel (doublé pour le chant par Aldo Frank)
- Jean-Louis Rolland : Ménager
- Marie-France Roussel : Mme Sforza
- Georges Blaness : l'officier des CRS
- Yann Dedet : un ouvrier
- Nicolas Hossein : un ouvrier
- Gil Warga : un ouvrier
- Antoine Mikola : un ouvrier
- Marie-Pierre Feuillard : la femme à l'enfant
- Monique Créteur : la dame au chat
- Patrick Joly : l'arroseur (doublé pour le chant par Michel Colombier)
- Michel Colombier : un ouvrier (voix chantée)
- Jacques Revaux : un ouvrier (voix chantée)
- Daniel Epstein : un homme à la télé
- Jean Porcher : l'homme dans le passage Pommeraye

## Inspiration
La pièce s'inspire des grèves de Saint-Nazaire en 1955, s’achèvent par des négociations, le 16 août 1955, le patronat y concédant une majoration générale des salaires, primes et indemnités comprises, de 22 %, soit 30 à 40 francs d’augmentation horaire. Les grèves de Saint-Nazaire en 1955 avaient aussi été marquées par des affrontements: le 22 juin 1955, le directeur des usines les ferme sous prétexte de dégradations et il est décidé de mettre en place les CRS, qui barrent le passage aux ouvriers, qui rétorquent en utilisant des boulons et toutes sortes de projectiles contre les forces de l’ordre.

## Production

### Genèse

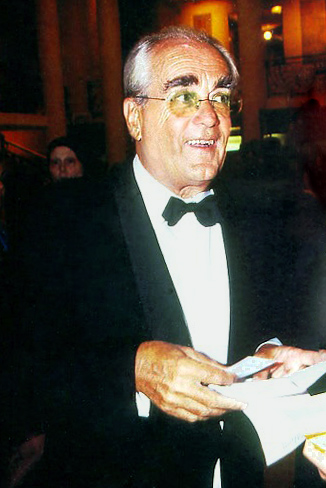
Michel Legrand, pourtant compositeur habituel de Demy, est l'un de ceux qui ont refusé de participer à ce film.

Jacques Demy avait commencé à écrire un roman sur le sujet, au milieu des années cinquante, période des grèves de Saint-Nazaire en 1955, puis le transforme en scénario à la fin de la décennie,. Il met de côté ce projet, car il n'arrive pas à trouver une fin satisfaisante, sans doute parce que l'histoire est trop proche de lui et de la vie de son père.
Dans le roman, et le scénario qu'il reprend en 1964, la veuve du colonel n'a pas de fille, mais un fils homosexuel attiré par Guilbaud, l'ouvrier qu'elle loge ; la fille de l'industriel contre lequel les ouvriers luttent tombe amoureuse du héros ; la colonelle se suicide après la mort de son fils dans un accident de voiture ; Guilbaud et Violette se retrouvent à la fin. Demy pense réaliser un véritable opéra, mais abandonne à nouveau le projet face aux difficultés pour trouver des fonds, qui furent récurrentes tout au long de sa carrière.
Il réécrit l'histoire en 1973 et 1974, sous le titre Édith de Nantes (jeu de mots avec l'édit de Nantes). Le scénario se rapproche alors de la version que nous connaissons. Il envisage Catherine Deneuve dans le rôle d'Édith, Gérard Depardieu dans celui de Guilbaud, Simone Signoret pour camper la colonelle et Isabelle Huppert en Violette,. Mais il se heurte à plusieurs refus, le plus frappant étant celui de Michel Legrand, son compositeur attitré, à qui le script déplaît, n'appréciant pas les thématiques sociales, y voyant l'influence d'Agnès Varda, et qui, même dans des entretiens tardifs, manifeste toujours l'hostilité envers Une chambre en ville,. Le casting aussi est marqué par les refus, celui de Catherine Deneuve, qui tenait à chanter elle-même et non plus à être doublée comme dans les films musicaux précédents. En 1979 dans Courage fuyons, l'actrice était apparue pour la première fois chantant à l'écran sans doublure. En 1981, l'actrice explique son refus : « À tort ou à raison, j'estimais que ma voix faisait partie de mon intégrité d'artiste ». En 1990, son explication est légèrement différente : « Jacques a pris mon désir de chanter pour un désir d'actrice d'exprimer tout. J'essayai de lui expliquer que nous étions trop connus, Gérard et moi, pour faire un film entièrement doublé musicalement [...] Avant de changer d'avis ou de renoncer, j'aurais voulu qu'on essaie ».
Sans les noms de Legrand, Deneuve et Depardieu — qui soutient l'actrice — Demy ne peut monter la production du film. Il doit à nouveau abandonner le projet, lâché aussi par Gaumont, qu'il avait pourtant réussi à intéresser. En effet, Daniel Toscan du Plantier, échaudé par les échecs commerciaux de films qu'il vient de produire, renonce à financer un projet aussi audacieux, d'autant que Demy, à l'époque, vient aussi d'essuyer un revers commercial avec L'Événement le plus important depuis que l'homme a marché sur la Lune. Demy regrettera que « Gaumont laisse tomber à deux mois du tournage ».
C'est en 1981 que le réalisateur peut enfin reprendre son projet. Dominique Sanda, avec qui Demy, l'ayant déjà dirigée dans le téléfilm La Naissance du jour, souhaitait retravailler, sollicite Christine Gouze-Rénal, productrice qui se consacre à l'époque essentiellement aux œuvres télévisuelles, et belle-sœur du nouveau président de la République; cette dernière accepte de produire le projet. Jacques Revaux, qui doublait Jacques Perrin dans Les Demoiselles de Rochefort et Peau d'âne et a entre-temps gagné en notoriété, finance la réalisation de la bande-son et prête sa voix à Richard Berry pour les chants du personnage de Guilbaud. Il aura donc fallu près de trente ans pour que le projet, au départ littéraire, aboutisse à un film.

### Influences

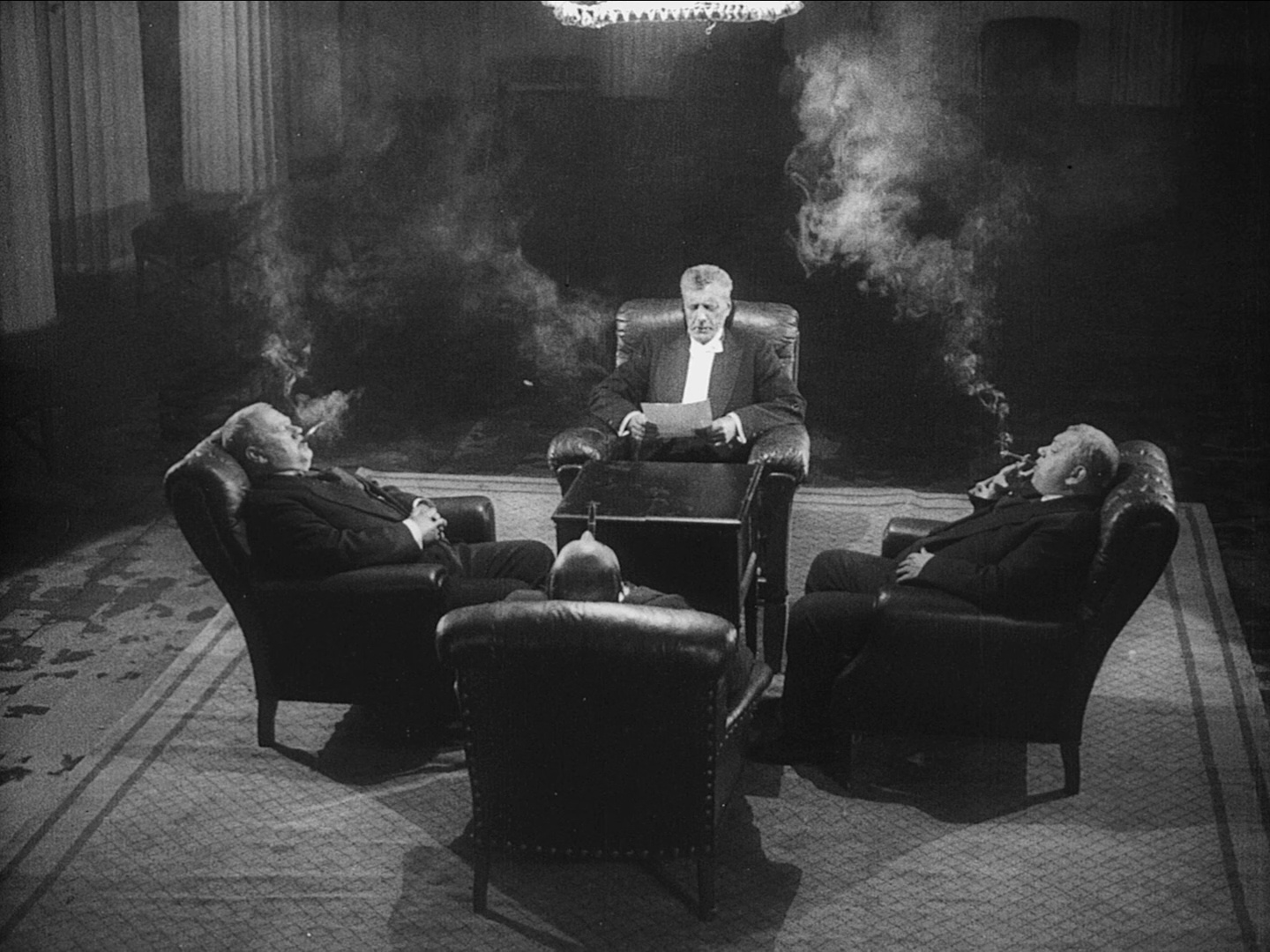
La Grève, film d'Eisenstein ayant inspiré Demy.

Jacques Demy tire son inspiration de ses souvenirs. Il met en scène des lieux qu'il fréquentait, comme le passage Pommeraye où il a vécu son enfance et son adolescence à déambuler, entre autres pour aller au cinéma. Le drame est aussi traversé par l'évocation des grèves et manifestations qu'il a connues, ou dont son père lui a fait le récit. L'une d'entre elles avait conduit à la mort d'un ouvrier, lors d'un affrontement avec les forces de l'ordre,. Nantes, ville traversée par l'histoire et les tensions qu'elle soulève, joue ainsi un rôle fondamental dans la construction du film.
Le réalisateur se nourrit aussi de ses souvenirs cinématographiques : Le jour se lève de Marcel Carné et Jacques Prévert, avec son ouvrier frappé par le destin ; Quai des brumes et sa passion amoureuse ainsi que son personnage d'amant pitoyable, joué par Michel Simon, qui préfigure Edmond ; Les Portes de la nuit et son héroïne qui traverse le film en vison, comme Édith, et dont certaines répliques sont reprises par Demy ; L'Éternel Retour, scénarisé par Jean Cocteau, pour l'image finale des deux amants morts, allongés l'un à côté de l'autre ; les films de Sergueï Eisenstein pour les scènes de manifestations. Parmi les autres influences qui traversent le film, le critique Olivier Père a également noté celle du surréalisme qui a beaucoup marqué la période de formation du cinéaste. Il souligne aussi la proximité entre la figure d'Edmond, rongée par la jalousie et l'impuissance sexuelle, et les nombreux personnages similaires des films de Luis Buñuel,.

### Tournage

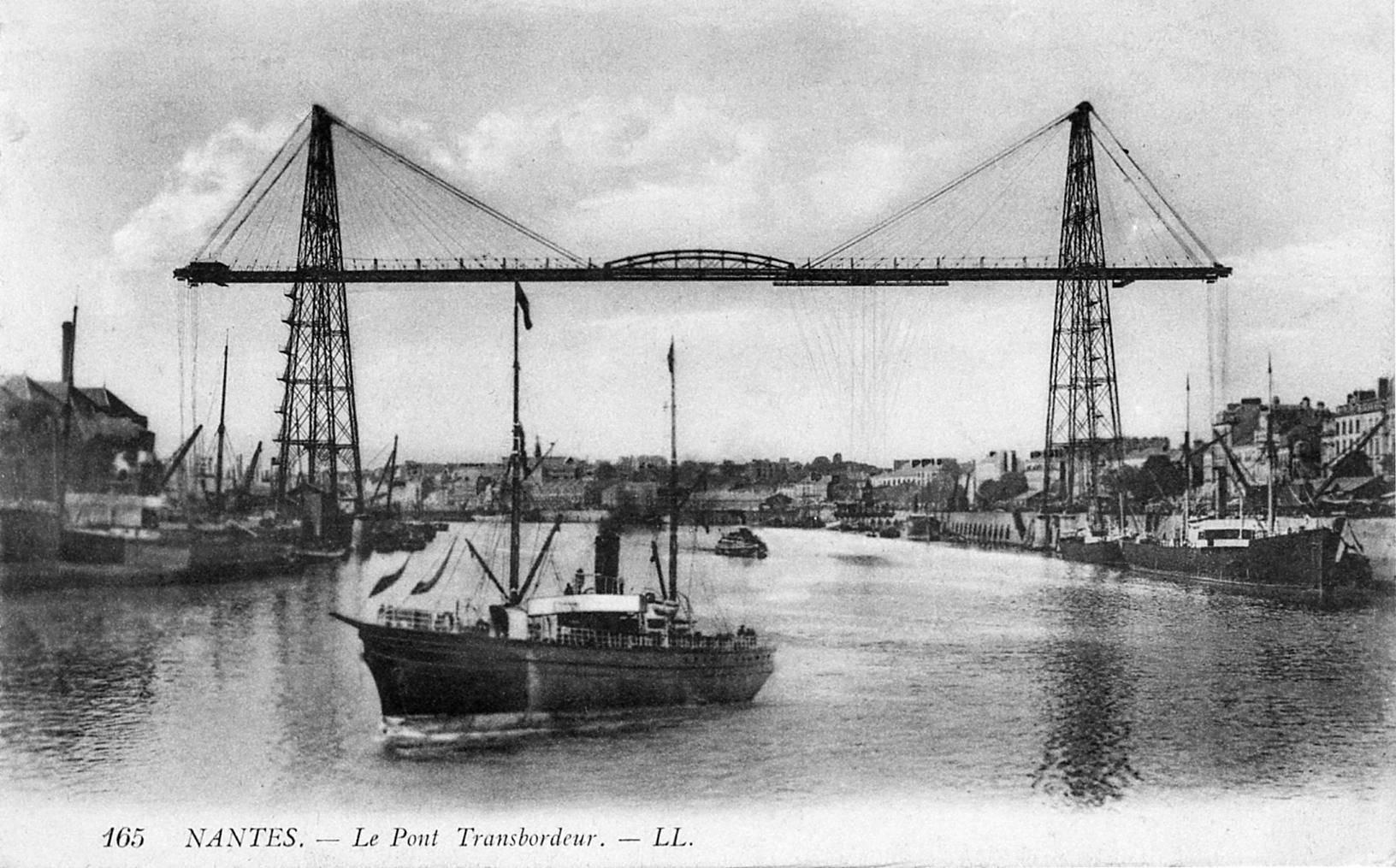
Le pont transbordeur de Nantes (ici en 1914) détruit en 1958 et reconstitué pour le film à l'aide d'un effet spécial appelé glass shot.

Les scènes en intérieur ont été tournées aux studios de Billancourt, du 13 avril au 17 mai 1982, celles en extérieur à Nantes même du 19 au 27 mai. Un nouveau tournage, pour les scènes en intérieur, est effectué à Paris du 1er au 3 juin. Le budget limité empêche le tournage intégral en décor naturel. De plus, Jacques Demy s'enthousiasme à l'idée de travailler, pour la première fois, en studio. Il sera néanmoins déçu par cette expérience.
Le décorateur Bernard Evein est particulièrement vigilant sur la continuité entre les décors naturels, en extérieur, et ceux des studios. Il crée cette continuité notamment autour de la couleur bleue : « Tous les extérieurs sont construits sur le bleu, et cela, c'est venu dès le départ. [...] Au départ, j'avais prévu un bleu céruléen très fort, et puis, ayant vu les décors construits en studio, ça s'est décalé, le bleu est devenu plus sombre ».
C'est aussi le décorateur qui, avec l'aide d'un spécialiste du trucage, André Guérin, recrée pour les besoins du générique un monument disparu, le pont transbordeur de Nantes, grâce à un effet appelé glass shot. Ce procédé consiste à poser au premier plan une plaque de verre sur laquelle a été reproduite une photo du pont transbordeur détruit à la fin des années 1950, et de filmer la Loire et port de Nantes à travers la plaque, en jouant avec la perspective. Le temps du générique, ce trucage donne ainsi l'illusion que le pont enjambe à nouveau la Loire et permet au spectateur de voir la ville telle qu'elle était à l'époque de la narration.
Le documentaire Jacques Demy tourne « Une chambre en ville » montre la méthode utilisée par Demy pendant le tournage des scènes : un appareil passe la musique déjà enregistrée, sur laquelle les comédiens se fixent pendant la prise en chantant par-dessus. Danielle Darrieux évoque les qualités du réalisateur : gentil, calme, précis.

### La musique de Michel Colombier

#### Composition

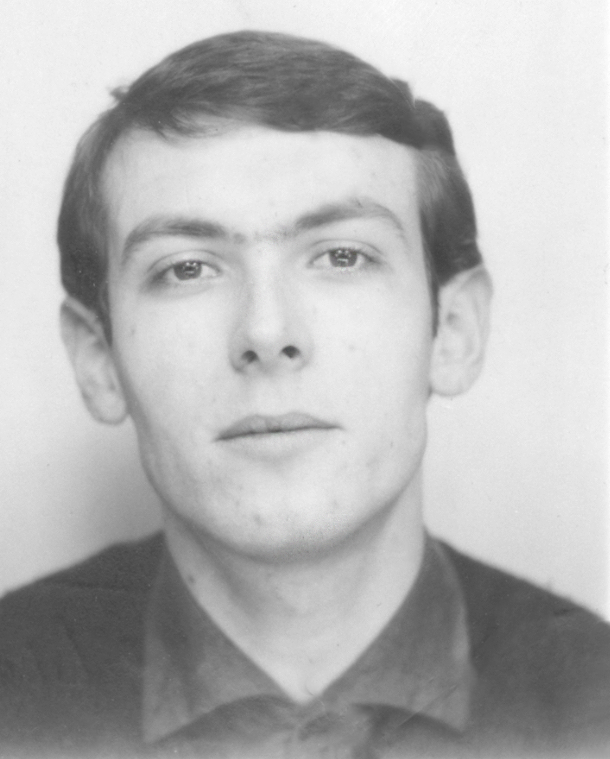
Le compositeur Michel Colombier en 1963.

Après le refus de Michel Legrand, Demy contacte le compositeur et arrangeur Michel Colombier qui s'intéresse au projet. D'après ce dernier, le réalisateur avait d'abord cherché parmi les compositeurs du cinéma français un musicien qui « pourrait remplacer son compagnon de toujours », mais Colombier n'a jamais su laquelle de ses musiques le réalisateur avait écouté avant qu'il ne porte son choix sur lui. Il n'avait jamais travaillé sur un film musical auparavant, excepté en 1967 quand il avait orchestré et dirigé la musique du téléfilm Anna écrite par Serge Gainsbourg, mais Demy appréciait beaucoup le fait qu'il soit plus jeune que Legrand et qu'il adorait la musique pop tout en étant familier de l'univers des opéras et opérettes.

En avril 1974, le cinéaste entame une collaboration étroite avec Colombier pour mettre au point la musique du film. Le compositeur, qui ne peut composer en présence de quiconque et qui n'avait jamais travaillé avec Jacques Demy, explique à ce dernier comment il compte procéder : 

« Je vais m'inspirer de l'histoire et des caractères, je vais te mettre sur une cassette toutes les inspirations que j'aurai et qui me semblent d'une façon ou d'une autre provenir d'Une chambre en ville. »

Michel Colombier enregistre alors ses propositions de thèmes sans se fonder sur le scénario, ni sur les paroles et envoie les enregistrements au réalisateur. Il estime que c'est à Demy de faire le tri et travaille donc à partir d'une interprétation confuse de l'atmosphère générale du film. La seule exception réside dans les scènes de confrontation entre manifestants et CRS, pour lesquelles il a travaillé à partir des dialogues. D'après le musicien, Demy réussissait à trouver parmi ces cassettes le thème qui convenait pour chacun des dialogues, même si la mélodie n'avait pas été « écrit[e] sur les mots »,. Ensuite, Demy appelait le musicien par téléphone pour lui dire à quel endroit il souhaitait entendre le thème. Il lui chantait alors les paroles sur la musique de la cassette à travers le combiné, et d'après Colombier : « il n'y avait pratiquement rien à changer ». Concernant ses rapports avec Demy, le compositeur a conservé le souvenir d'une collaboration qui s'est déroulée « d'une façon divine ».
Après avoir travaillé durant un an avec Demy, Colombier orchestre sa partition pendant l'hiver 1981-1982 à Los Angeles.

#### Style musical

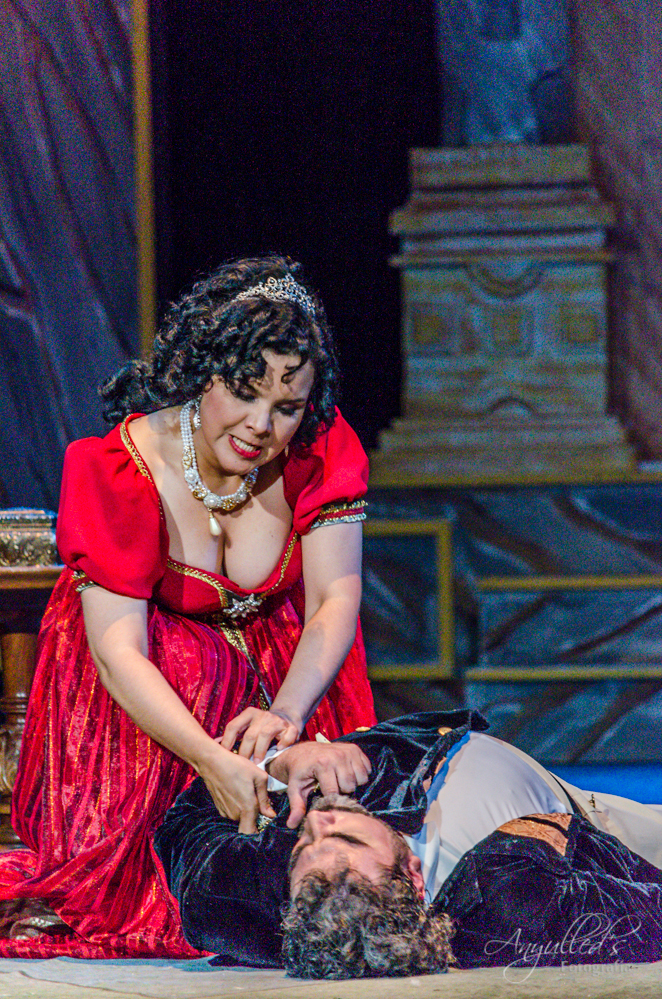
Les opéras de Verdi et Puccini ont influencé certains passages musicaux de la bande originale.

Après Les Parapluies de Cherbourg et Les Demoiselles de Rochefort qui témoignent de la prédilection de Jacques Demy pour les comédies musicales hollywoodiennes, le caractère tragique d'Une Chambre en ville dévoile davantage son goût pour les grands opéras comme Carmen de Bizet,,, ou les drames lyriques italiens de Verdi et Puccini,,. Tout comme son prédécesseur, Michel Colombier n'oublie cependant jamais sa culture française, et son écriture harmonique rappelle occasionnellement celle de l'école fauréenne ou de Claude Debussy.
Volontiers âpre et dissonante, la partition de Colombier s'avère moins mélodieuse et plus difficile d'accès que celles des précédents films musicaux de Demy,,. Prenant souvent le « contre-pied » du style de Michel Legrand,, son esthétique ne reprend pas les codes d'une comédie musicale traditionnelle,, mais hésite plutôt entre lyrisme et prosaïsme assumé. Au début de leur collaboration, Demy avait indiqué à Colombier son désir qu'elle soit placée sous le signe de la profondeur propre à l'âme russe pleine d'outrances et d'emportements. Du coup, les contrastes entre les styles musicaux sont souvent très marqués, et à l'image de la mise en scène, la partition peut passer très rapidement d'une séquence en forme de romance sentimentale à de violentes marches martiales. Les dialogues parfois triviaux sont souvent chantés sur des rythmes abrupts et font régulièrement l'objet d'un traitement « quasi parlando »,. Même le timbre de la voix de Danielle Darrieux prend une coloration plus rauque, notamment dans sa diatribe contre la bourgeoisie.
Les duos chantés, qu'ils se présentent sous une forme récitative ou plus rhapsodique, font partie des points forts de la partition. Ceux-ci incluent également toutes les parties chorales opposant grévistes et CRS, aux rythmes volontiers martelés et d'une violence sourde. Et comme l'indique Raphaël Lefèvre, les chœurs de soldats étaient courants dans les opéras du XIXe siècle, notamment dans le Carmen de Bizet.
Sur le plan de l'orchestration, Colombier utilise un grand orchestre symphonique mais également des chœurs, un synthétiseur et une section rythmique de type jazz-rock qui apportent à sa partition des sonorités pop plus modernes, que l'on pouvait déjà entendre deux ans auparavant dans la comédie musicale Les Misérables mis en musique par Claude-Michel Schönberg. Mis à part le générique de début, avec son thème principal écrit pour piano soliste accompagné par l'orchestre,, on trouve très peu de passages purement instrumentaux. Tous les pupitres sont mis à contribution, mais l'accompagnement se réduit de temps à autre à un simple quintette ou quatuor de facture chambriste pouvant évoquer le style de Brahms ou César Franck. La texture orchestrale est souvent très dense, et il n'y a presque aucun instant de silence, sauf au moment de la mort de Guilbaud lorsqu'il murmure, sans les chanter, les mots « Édith, ma vie » et ce, sans le moindre accompagnement orchestral,.
La musique d'Une Chambre en ville est considérée par beaucoup comme le sommet de l'œuvre de Michel Colombier,,. Pour d'autres, c'est justement la complexité de la partition, associée à la défection initiale de Michel Legrand, qui a été un facteur déterminant de l'échec public du film,.

#### Choix des vocalistes et enregistrement

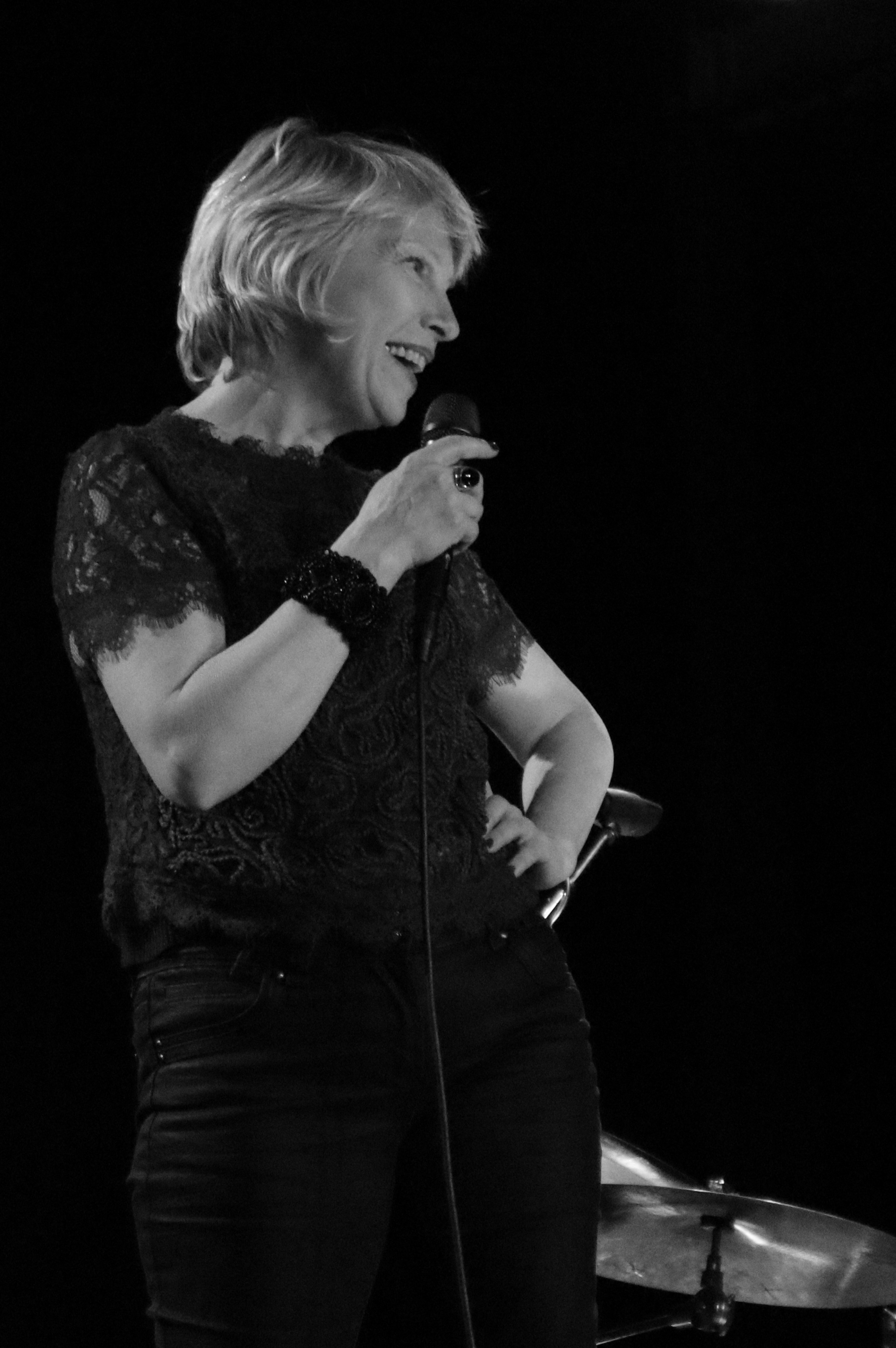
Fabienne Guyon avait tenu le rôle de Madeleine dans l'adaptation théâtrale des Parapluies de Cherbourg.

Quand Dominique Sanda accepta d'incarner le personnage d'Édith, le réalisateur Jacques Demy, qui « adorait [sa] voix » lui indiqua qu'il « serait vraiment très heureux si [elle] pouvait chanter [elle]-même le rôle ». Sanda prit alors des cours de chant, et fit d'abord une répétition accompagnée au piano par Michel Colombier dans une chambre de l'hôtel Claridge sur l'avenue des Champs-Élysées. Quelques jours plus tard, l'actrice fut conviée à l'enregistrement de la musique, mais elle constata avec stupéfaction que Colombier, Demy et le producteur Jacques Revaux avaient pris la décision de choisir la choriste Florence Davis pour chanter son rôle à sa place. En réalité et au regard de la difficulté technique de la partition,, Jacques Demy avait demandé à Colombier de faire passer des auditions à de nombreux vocalistes professionnels afin de doubler la plupart des comédiens, à l'exception notable de Danielle Darrieux (Mme Langlois), Fabienne Guyon (Violette), Georges Blaness (le chef des CRS) et Marie-France Roussel (Mme Sforza).
C'est Jacques Revaux qui s'occupe du doublage chanté de Richard Berry qui incarne Guilbaud. Revaux était connu pour avoir co-fondé le label discographique Tréma, et c'est aussi lui qui a édité et produit la musique du film. Florence Davis, quant à elle, se charge de faire la voix de Dominique Sanda. Elle avait précédemment chanté sur le 45 tours There's no party tonight (produit par Jacques Revaux) et participé à la comédie musicale Les Misérables (dont le disque était également produit par Revaux). Contrairement à Sanda, elle garde un excellent souvenir de son travail avec Michel Colombier. Sa sœur Liliane, également chanteuse, double quant à elle l'actrice Anna Gaylor dans le rôle de Mme Pelletier, la mère de Violette.
Fabienne Guyon, qui joue Violette à l'écran, avait suivi le Petit Conservatoire de Mireille, et connaissait déjà Jacques Demy pour avoir décroché le rôle de Madeleine dans la version scénique des Parapluies de Cherbourg mis en scène par Raymond Gérôme au théâtre Montparnasse en 1979. Et c'est en pensant au personnage de Madeleine que, par association d'idées, Demy contacte ensuite la jeune femme pour lui proposer le rôle de Violette dans Une Chambre en ville. À noter que Fabienne Guyon et Marie-France Roussel tenaient respectivement les rôles de Cosette jeune fille et de Mme Thenardier dans l'album Les Misérables (1980).
Georges Blaness, autre familier des films de Demy, double Michel Piccoli pour le difficile rôle d'Edmond, et on le retrouve aussi sous l'uniforme de l'officier des CRS. Le pianiste, arrangeur et chanteur Aldo Frank, de son côté, prête sa voix au personnage de Dambiel incarné à l'écran par Jean-François Stévenin,.
L'enregistrement s'est déroulé en février 1982, soit précisément six semaines avant le début du tournage. La prise de son de l'orchestre symphonique placé sous la direction de Michel Colombier, a été effectuée par Eric Tomlinson dans la salle du Palais de la Mutualité à Paris. La section rythmique, les claviers, les chœurs et les instruments à cordes additionnels ont été enregistrés au studio du Palais des congrès de Paris par Bruno Lambert qui s'est également chargé du mixage. Les voix, synthétiseurs et autres claviers ont été captés par Jean-Michel Porterie dans le studio du label Tréma.

#### Bande originale
La bande originale du film est publiée en 1982 par Tréma, le label de Jacques Revaux,, sous la forme d'un double album 33 tours (réf. 310 126/127) regroupant l'intégralité de la musique entendue dans le film.
Un autre 33 tours promotionnel destiné aux radios, propose, quant à lui, six titres extraits de la bande originale du film, dont la chanson Une Chambre en ville mais également des thèmes d'amour comme Violette amoureuse, La chambre d'hôtel et La poupée (réf. Trema 210.982).
L'échec commercial du film a retardé la réédition de sa musique en CD, et c'est le label américain Kritzerland, fondé par Bruce Kimmel, qui a été le premier à rééditer l'album original en édition limitée à 1 200 exemplaires  en 2007.
Le 29 avril 2013, à l'occasion de la rétrospective « Le monde enchanté de Jacques Demy » par la Cinémathèque française, un nouveau double CD est publié par le label EmArcy d'Universal Music Jazz France dans la collection Écoutez le cinéma !. Cette dernière édition propose en bonus une longue suite de treize minutes jouée au piano par Grégoire Caux.

## Accueil
Une chambre en ville reçoit un soutien unanime de la critique française. Mais le public ne suit pas et le film n'est classé que quatorzième au box-office, avec 3 165 entrées le premier jour et 20 000 entrées la première semaine, loin derrière L'As des as de Gérard Oury, un film populaire sorti la même semaine, qui attire environ 71 000 spectateurs le premier jour et cumule 463 000 entrées la première semaine. En 1983, le drame musical a cumulé 102 872 entrées sur Paris et sa périphérie, contre cinq millions et demi sur toute la France pour la comédie d'aventures de Gérard Oury.
Le film se retrouve au centre d'une polémique dans la presse écrite, déclenchée involontairement par les critiques de cinéma qui cherchent à promouvoir l'objet de leur admiration,,. 23 critiques, réunis autour de Gérard Vaugeois, publient dans le numéro de Télérama du 10 novembre, un texte intitulé « Pourquoi nous louons Une chambre en ville », dans lequel les auteurs opposent le film de Demy et celui d'Oury, parlant de « deux poids, deux mesures », pointant le rôle perdu par la critique, désormais, à leurs yeux, « noyée par le flot promotionnel », et n'hésitant pas à parler d'échec du cinéma français, comparant le sort public d'Une chambre en ville à celui de La Règle du jeu. Parmi les signataires, figurent notamment Jacques Siclier, du Monde, Philippe Collin, de Elle, Michel Boujut, des Nouvelles littéraires, plusieurs journalistes de L’Humanité, du Matin, la plupart des critiques de Télérama, et des journalistes d’Antenne 2, de France Culture et de l’Agence France-Presse. Les journalistes de Libération, contactés, refusent de s'associer à cette tribune, ne souhaitant pas opposer ainsi une œuvre de Jacques Demy à une autre de Gérard Oury, et ne trouvant pas si grave que la critique de cinéma ne soit plus aussi prescriptive. Un journaliste de Libération, Gérard Lefort, confirme ce point de vue face à Michel Boujut au cours de l'émission radio Le Masque et la Plume sur France Inter. Jean-Pierre Berthomé souligne la maladresse de l'argumentation de cette tribune, montrant notamment que le film de Demy a profité d'une promotion et d'une distribution bien supérieures à celles d'autres films qui ont eu les faveurs du public. Gérard Vaugeois, en 2008, assume le texte et l'argumentation, et reprend la comparaison avec La Règle du jeu.
Dans Le Monde daté du 17 novembre 1982, 80 critiques publient un nouvel appel, moins ouvertement polémique et cette fois avec des journalistes de Libération. Cet appel se résume en fait à la phrase suivante, en gros et en gras, dans un espace de type publicitaire, suivi des critiques signataires : « Le film à voir aujourd'hui, c'est Une chambre en ville ». L'affaire devient encore plus médiatisée quand Jean-Paul Belmondo, héros de L'As des as, se jugeant mis en cause, publie dans la presse une « Lettre ouverte aux "coupeurs de têtes" », qui dénonce l'intolérance des critiques et leur mépris du public, et rappelant que le succès d'un film peut inciter le public à aller en voir d'autres. L'acteur écrit : « Gérard Oury doit rougir de honte d'avoir "préconçu son film pour le succès". Jacques Demy a-t-il préconçu le sien pour l'échec ? Lorsqu'en 1974 j'ai produit Stavisky d'Alain Resnais et que le film n'a fait que 375 000 entrées, je n'ai pas pleurniché en accusant James Bond de m'avoir volé mes spectateurs. [...] Oublions donc cette agitation stérile et gardons seulement en mémoire cette phrase de Bernanos : "Attention, les ratés ne vous rateront pas !" ». S'ensuivent de nombreux articles, tribunes, dont la « Lettre d'un coupeur de tête » de Gérard Vaugeois.
Demy, embarrassé, se contentera d'une simple déclaration dans Les Nouvelles littéraires du 25 novembre 1982 et d'une page publicitaire de remerciements à ses soutiens dans Le Monde. Mais la polémique contribue à le marginaliser, le fait passer pour un mauvais perdant et le met involontairement dans le camp d'une « intelligentsia » coupée du public, ce qui est pourtant à l'opposé de ses principes. En 1986, dans Libération, Marguerite Duras, qui vient de découvrir le film, constate son succès grandissant auprès du public, assurant que celui-ci « ne rate jamais le génie à longue échéance ». Jacques Siclier juge pour sa part que c'est le sujet d'Une chambre en ville qui lui a porté préjudice et non le succès de L'As des as.

## Postérité
Le trompettiste classique Thierry Caens, qui avait déjà enregistré en 2006 une pièce concertante de Michel Colombier intitulée Nuit et solitude (pour trompette et orchestre), a joué plus récemment une suite symphonique instrumentale de la musique d'Une Chambre en ville, accompagné par l'Orchestre national Avignon-Provence sur l'album Thierry Caens joue Cyrano et les grandes B.O. du cinéma français paru en septembre 2023 sur le label Indésens Calliope Records.

## Distinctions

### Récompenses
- 1983 : Prix Méliès pour le meilleur film français, décerné par le Syndicat français de la critique de cinéma lors de ses prix annuels[107],[108].
- 1984 : Prix Sant Jordi du meilleur film étranger[109].

### Nominations
En 1983, Une chambre en ville est nommé dans neuf catégories lors de la 8e cérémonie des César, sans en recevoir aucun. Ce furent les seules nominations aux César pour Jacques Demy :
- César du meilleur film – Christine Gouze-Rénal et Jacques Demy
- César du meilleur réalisateur – Jacques Demy
- César du meilleur acteur dans un second rôle – Jean-François Stévenin
- César de la meilleure actrice dans un second rôle – Danielle Darrieux
- César du meilleur décor – Bernard Evein
- César du meilleur espoir féminin – Fabienne Guyon
- César de la meilleure musique écrite pour un film – Michel Colombier
- César de la meilleure photographie – Jean Penzer
- César du meilleur son – André Hervée

## Analyse

### Personnages
- Mme Langlois. Souvent filmée un verre d'alcool à la main, désabusée, dépassée par les événements, cette veuve de colonel s'ennuie dans son appartement, où elle garde fermée la chambre de son fils mort, qui l'a ruinée par ses frasques[111]. Elle « vomit » les bourgeois[112]. Ses dialogues sont marqués d'emphase et d'hyperbole au point que sa fille lui demande de ne pas faire de mélodrame[113]. Elle affectionne aussi les locutions populaires[114]. Pour Michel Chion, elle est représentative, chez Demy, de ces « femmes sacrificielles, abandonnées, endeuillées » qui donnent à la vie « sa juste dimension féerique et théâtrale[115] ».
- Édith Leroyer. Fille de la veuve Langlois, épouse insatisfaite qui se prostitue par révolte, Édith est nue sous son manteau de fourrure durant l'intégralité du film. L'image d'une femme en vison vient du film de Marcel Carné, Les Portes de la nuit, où une belle inconnue incarnée par Nathalie Nattier fait fantasmer le personnage joué par Yves Montand[116]. Édith reste inflexible, tant face à sa mère que face à son mari. C'est cette inflexibilité qui la conduit au suicide. Pour Jean-Pierre Berthomé, qui fait un parallèle avec Les Parapluies de Cherbourg, Édith est « une Geneviève plus âgée, déçue, insatisfaite, détrompée des mirages de respectabilité[117] ». Elle forme avec sa mère une image renouvelée des relations mère-fille si prégnantes dans Lola ou Les Parapluies de Cherbourg[117].
- François Guilbaud. Héros du film, l'ajusteur-outilleur des chantiers navals refuse l'amitié de l'aristocrate, mais franchit les barrières de classe par amour pour sa fille. Avec ce personnage, Demy assume la part archétypale du personnage : « Il y aura toujours des types qui laisseront des filles enceintes pour une autre fille[118]. ». Il s'attache par ailleurs à faire de Guilbaud « une partie intégrante, militante » de la collectivité des grévistes « en laquelle il se fond à la fin de la scène du Café des Chantiers après avoir surgi de ses rangs[119]. »

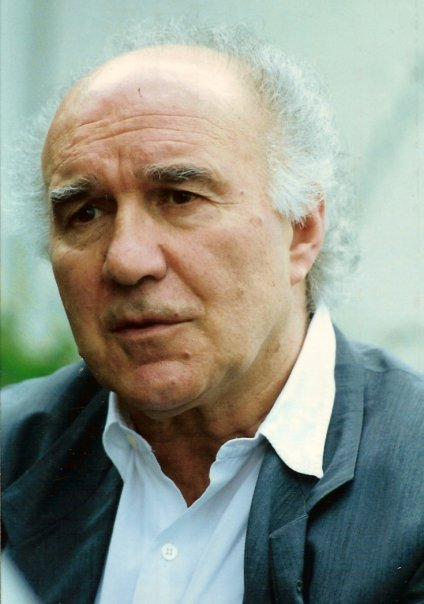
Michel Piccoli (ici en 1993) incarne Edmond.

- Edmond Leroyer. Amoureux transi, impuissant, le personnage d'Edmond, marié à Édith, rappelle celui de Zabel dans Le Quai des brumes. Edmond pousse jusqu'au bout de l'abjection une logique déjà présente chez Guillaume dans Les Demoiselles de Rochefort. Il incarne l'amour auto-destructeur. Avec lui apparaît dans le cinéma de Demy une nouvelle valeur, « le mépris pour celui qui n'a pas la capacité morale d'assumer cette passion[120] ». Enfermé dans sa boutique de télévisions, il n'est qu'« insultes, argent, violence et passion morbide[121] ». Après avoir fait un scandale chez Mme Langlois, il se tranche la gorge devant sa femme[111].
- Violette Pelletier. La petite amie de Guilbaud semble « l'avatar ultime où se fondent à la fois Lola, Geneviève et Madeleine[117] », selon Jean-Pierre Berthomé, qui met en relation les différents films de Demy. Fille-mère comme Geneviève, fille du peuple, attentionnée envers sa mère comme Madeleine l'était envers Élise, elle présente cependant des traits nouveaux, notamment une fierté et un refus de la résignation absents de ses devancières[117].
- Mme Pelletier. Mère attentionnée comme l'était Élise avec son neveu dans Les Parapluies de Cherbourg, Mme Pelletier est une nouvelle figure féminine sacrificielle, résolue à renoncer à son bonheur pour celui de sa fille[122].

### Un «opéra populaire»
« Un peu comme dans Les Parapluies de Cherbourg, j'ai voulu faire un opéra populaire », affirme le réalisateur dans le documentaire sur le tournage d'Une chambre en ville. La comparaison avec Les Parapluies et l'opéra s'impose puisque les deux films sont entièrement chantés. Mais la structure musicale est très différente. Dans Une chambre en ville, il n'y a plus d'air autonome, mais « une sorte de récitatif ininterrompu construit autour d'une vingtaine de motifs ». On peut cependant isoler quelques thèmes, principalement dans les scènes d'amour. Trois thèmes particulièrement lyriques sont associés au duo d'Édith et François : le premier apparaît sous une forme instrumentale dans le générique début, et les deux autres sont respectivement chantés dans la chambre d'hôtel puis dans celle d'Édith. Un thème plus enjoué et optimiste est relié au personnage de Violette. Une mélodie rythmée et d'inspiration baroque accompagne les querelles entre Édith et sa mère ; et dans un esprit très différent, le « chant d'espoir » des grévistes se fait entendre lors des manifestations mais aussi pendant les dialogues entre Dambiel et François.
Michel Colombier indique que Jacques Demy voulait « quelque chose de très profond, de très russe ». Il évoque à propos du film « une tragédie avec des outrances », où les personnages passent d'une émotion violente à son contraire, comme dans la littérature ou l'opéra russes. Colombier ajoute que Demy avait pour modèle la collaboration entre Sergueï Prokofiev et Eisenstein. Le réalisateur avait travaillé sur une comédie musicale russe, à partir de l'automne 1973 et dans les années suivantes, et avait déjà pensé à y faire jouer Dominique Sanda et Michel Piccoli. Le registre épique perceptible dans Une chambre en ville évoque au critique Gérard Vaugeois les films du réalisateur russe Eisenstein, comme Alexandre Nevski et La Grève.

### Musique et dialogues
Chaque thème musical passe d'un personnage à l'autre. Le premier monologue de Mme Langlois est ainsi répété une dizaine de fois par d'autres protagonistes du film. Pour Michel Chion, ces répétitions sur des paroles différentes créent « une sorte de sous-texte ». Ainsi le thème musical, sur lequel la colonelle, lors de leur première discussion, assène à sa fille « je te l'ai déjà dit cent fois », est répété cent fois, dans d'autres situations, par d'autres personnages, créant des échos entre la classique dispute entre mère et fille et d'autres scènes.
Chion analyse les rapports entre la musique et les mots. Selon lui, on accorde trop d'importance à l'idée que le chant donnerait de la grâce et de la fantaisie à la parole, alors qu'« il s'agirait, avec Demy, grand dialoguiste, de débanaliser et de rafraîchir le langage parlé français, sans le faire plus poétique ou au contraire plus naturaliste qu'il n'est ». Les mots retrouvent la force qu'ils ont dans la vie réelle, ils peuvent être « mieux entendus en tant que mots ». Ainsi, ce poids qu'ils ont dans la réalité, le roman ou l'opéra, leur est redonné par un « procédé follement articifiel ». Cette analyse est confirmée par Jean-Pierre Berthomé, qui indique que le chant permet de mettre en valeur les inflexions du langage parlé, la musique agissant comme un « prolongement naturel de la parole ».
De plus, avec le chant, le spectateur n'a plus à chercher une signification cachée en interprétant la prononciation des acteurs, dans une approche psychologiste des dialogues. Les chanteurs qui doublent les acteurs ne jouent pas sur des sous-entendus, ils ne dissimulent pas des intentions. Le chant permet aussi de donner une « résonance profonde aux formules les plus usées », comme lorsque la mère de Violette lui dit :« Il faut surtout penser à toi, à ta vie. Moi, j'ai déjà fait la mienne ». La musique oppose dans les aigus « à ta vie » à « la mienne » dans les graves et dans la cadence de la période musicale. « Une fin de vie s'annonce. C'est tout et c'est très beau », souligne Michel Chion.

### Un film politique?
« C'est l'histoire de gens qui défendent leur droit, qui défendent leur vie, leur amour, leur bonheur, et cela m'a paru un sujet intéressant. (...) Mais je ne veux pas faire un film politique, cela ne m'intéresse pas, je n'y connais rien. », déclare Jacques Demy dans le documentaire sur le tournage du film. Aux Cahiers du cinéma, il précise ses intentions : « Ce sont des gens passionnés, et je voulais faire ce film sur la passion qu'on met dans la vie jusqu'à l'absurde ».

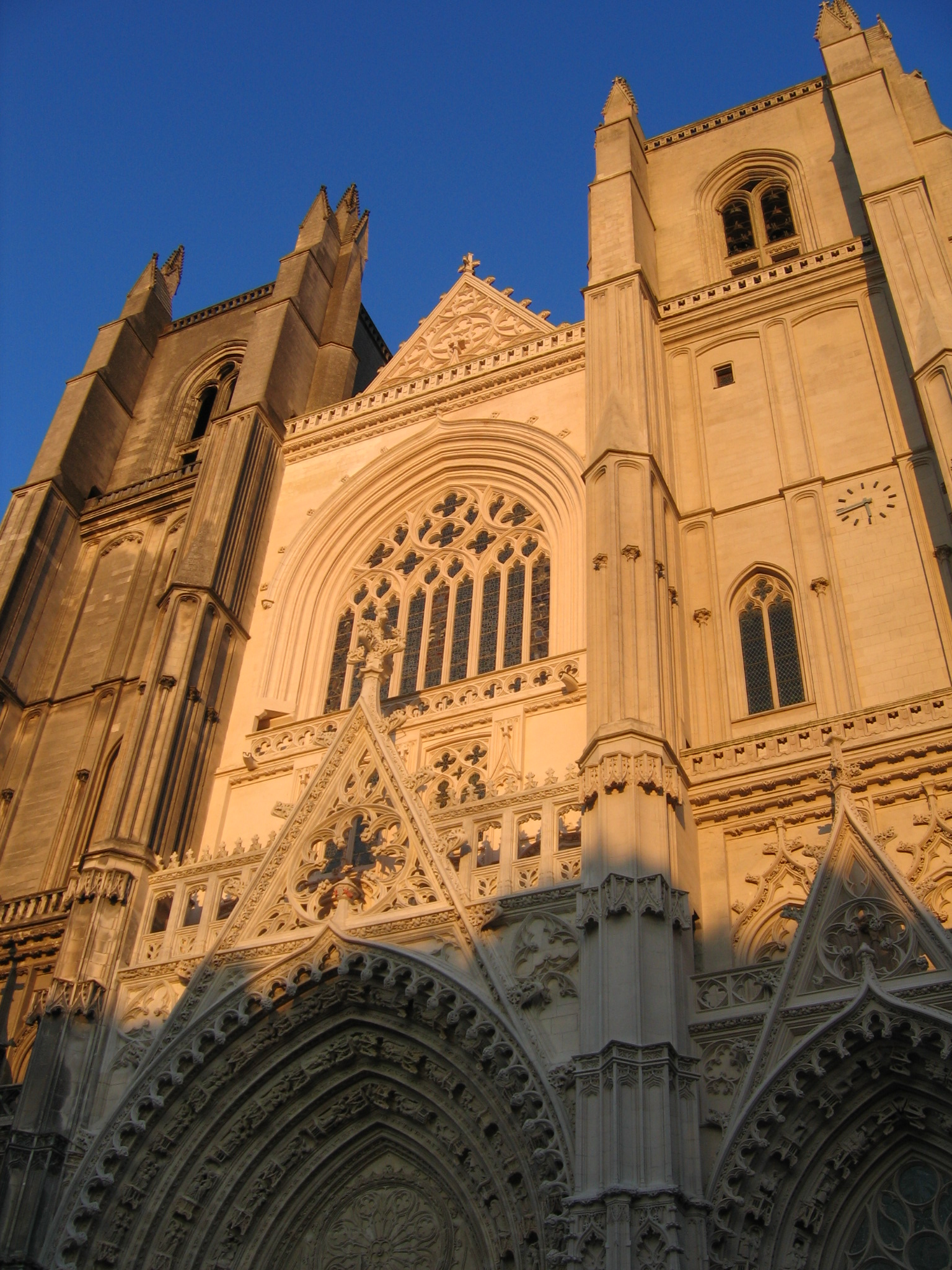
La Cathédrale Saint-Pierre, point de départ des manifestants.

Néanmoins, de nombreux critiques mettent en avant la portée politique d'Une chambre en ville. Pour Gérard Vaugeois, le cinéma de Demy est un des plus politiques du paysage français, mais « à sa manière ». Pour lui, ce film est celui qui va le plus loin dans la description de tous les affrontements de classe possibles. Même si les différences sociales jouaient un rôle important dans Lola ou Les Parapluies de Cherbourg, « ce qui frappe particulièrement dans Une chambre en ville, c'est l'émergence brutale au premier plan du conflit des classes sociales ». Les tensions sociales étaient de plus en plus présentes dans les films précédents de Demy, Lady Oscar et Le Joueur de flûte. Mais Demy devient ici explicite, ressentant le besoin de faire prononcer à la colonelle sa pensée, dans le but évident d'éviter d'être mal interprété comme cela avait été le cas avec Les Parapluies.
On ne se rassemble plus dans un carnaval, mais dans une manifestation, sous un drapeau tricolore qui rivalise avec celui de la préfecture et des forces de l'ordre, dans un face-à-face épique avec les CRS.

### La part d'ombre de Jacques Demy

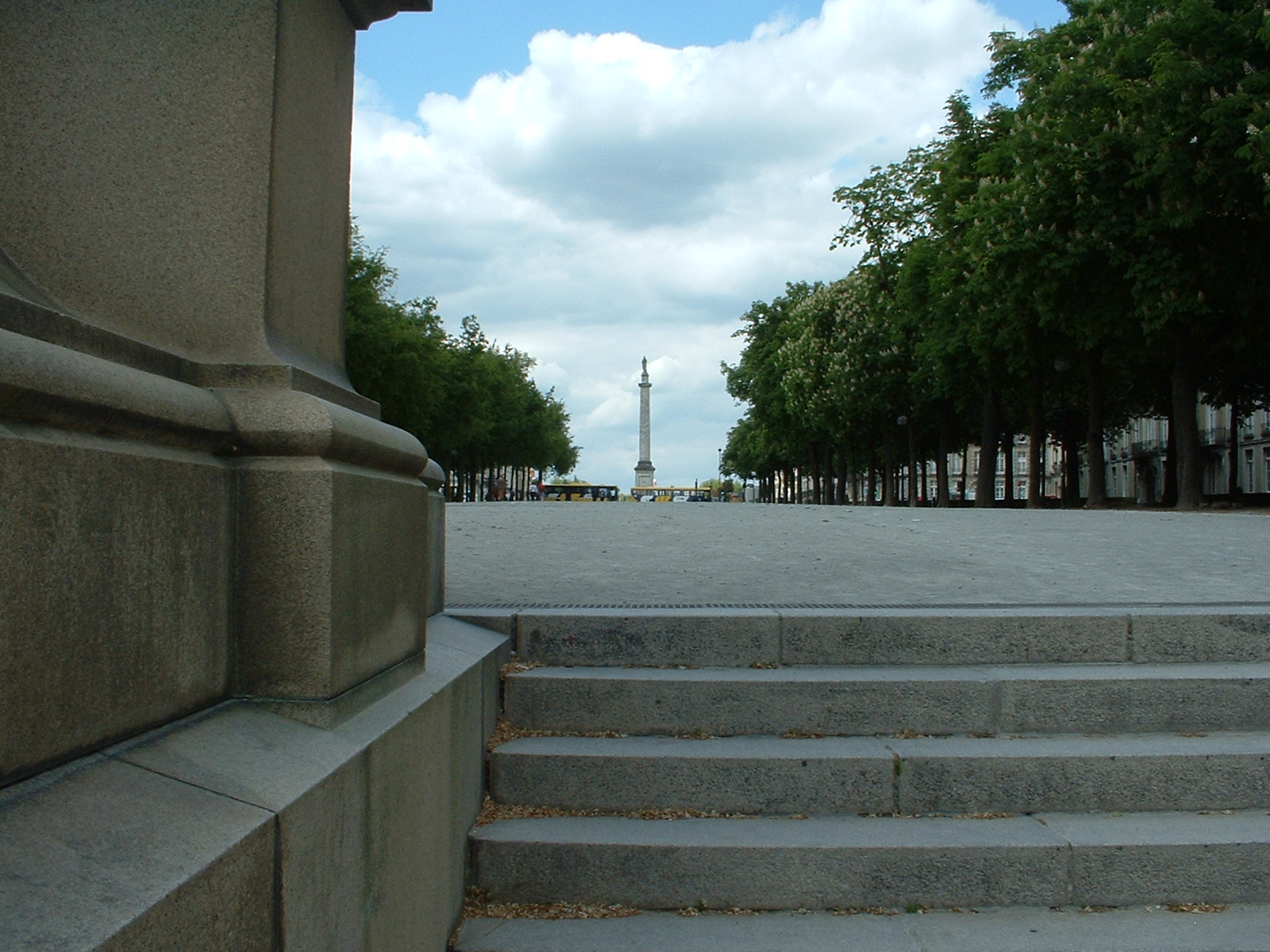
Le cours Saint-Pierre à Nantes.

Le film est nourri de citations extraites du reste de l'œuvre du réalisateur. Comme Les Parapluies de Cherbourg, il est entièrement chanté. Comme Lola, il se passe à Nantes. On y retrouve des personnages qui font écho à d'autres, notamment les couples mère-filles, si importants dans ces deux films. Demy multiplie les auto-citations. Dans le magasin de télévisions, on découvre qu'un appareil appartenant à Mme Desnoyers, personnage de Lola, est en réparation. Le satyre en imperméable de ce même film réapparaît dans le passage Pommeraye, et croise Dominique Sanda. Édith et Guilbaud se croisent sans se remarquer au début du film, écho au chassé-croisé amoureux, dicté par le hasard, de Catherine Deneuve et Jacques Perrin dans Les Demoiselles de Rochefort. Les allusions sont donc nombreuses, créant un effet de continuité certain.
Mais Une chambre en ville apparaît surtout comme un « complément nécessaire qui amène à la lumière la face obscure, la part souterraine si essentielle à la compréhension du reste de l'œuvre ». Le film rend « la dimension morbide, violente, charnelle, au petit monde acidulé dont l'écume de la mémoire collective n'avait fixé que la joliesse aseptisée ».

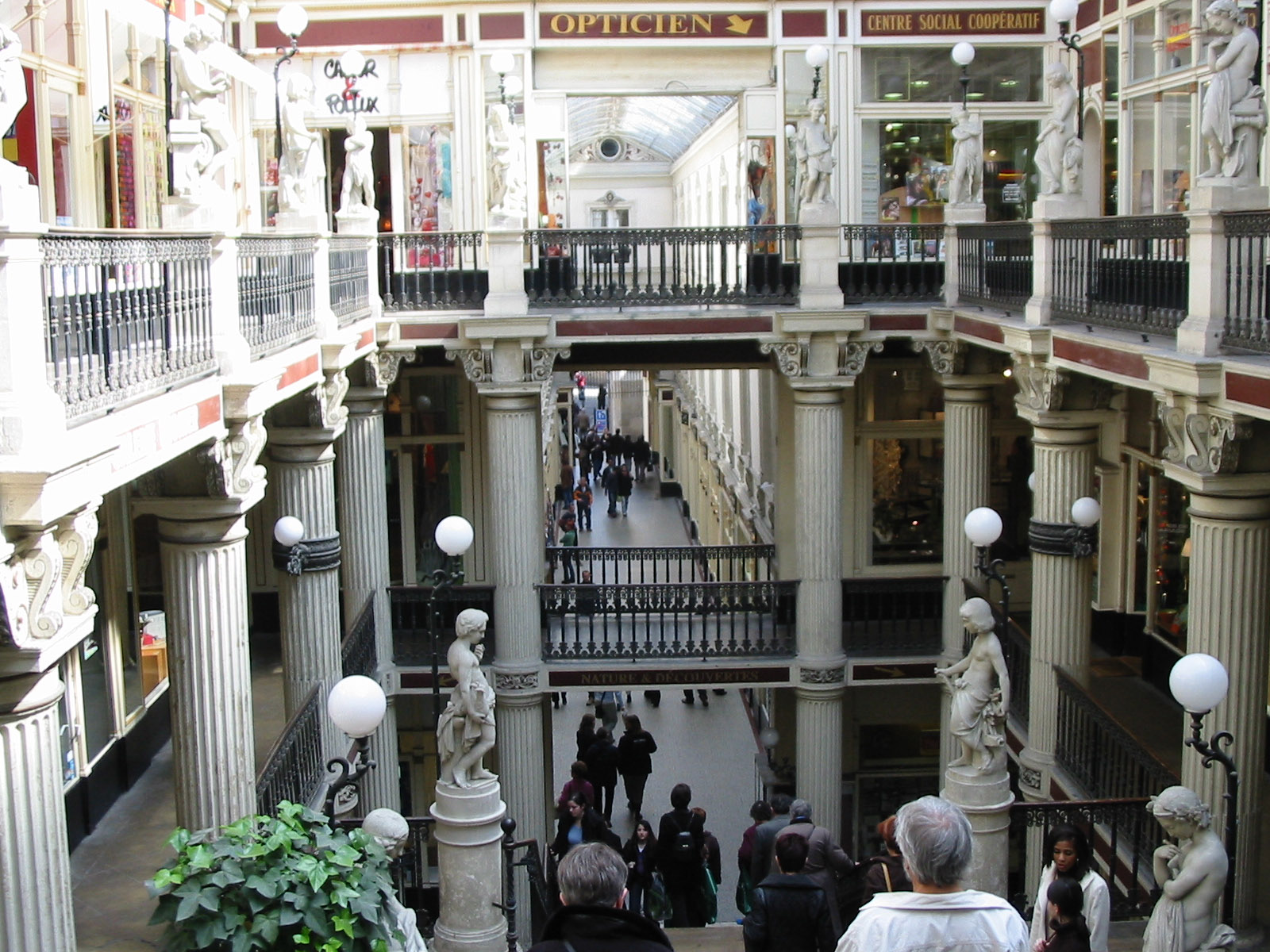
Le passage Pommeraye à Nantes.

Il est ainsi fait un usage complètement différent de la ville de Nantes : alors que Lola se déroulait dans les quartiers luxueux de la ville, Une chambre en ville met en scène le centre militaire, des rues fermées par de hauts immeubles et bloquées par les forces de l'ordre. La lumière du soleil n'entre pas dans les appartements, et la colonelle ne sort jamais de sa « prison ». Les deux duos amoureux entre Guilbaud et Violette ont lieu en extérieur et, si le premier, rempli de l'insouciance de la jeune fille, se passe dans le décor ouvert et lumineux du cours Saint-Pierre, le deuxième, celui de la rupture, se passe dans un marché clos par des colonnettes et des cars grillagés.
Le passage Pommeraye, seul décor commun aux deux films, témoigne de ces changements : lumineux et fréquenté dans Lola, il devient sombre et abandonné quand Édith le parcourt pour se rendre à « la caverne vert glauque » qu'est le magasin de télévisions de son mari,.
L'amour, sublimé dans les premiers films, s'exprime dans Une chambre en ville de façon charnelle et physique. La nudité y est affichée de façon provocante par le personnage d'Édith, qui traverse le film nue sous son manteau de fourrure et racole de façon explicite. La passion devient obsessionnelle et destructrice comme en témoigne le personnage du mari malheureux, pitoyable et méprisable. Là où la Geneviève des Parapluies de Cherbourg s'arrangeait finalement, malgré ses menaces initiales de dépérissement, de la longue absence de son amant contraint de partir pour la guerre d'Algérie, la mort devient ici « la seule issue, le premier point final de toute l'œuvre de Demy ».

#### Ouvrages
- Jean-Pierre Berthomé, Jacques Demy et les racines du rêve, L'Atalante, octobre 1996 (1re éd. 1982) (ISBN 978-2-84172-042-2).

- Michel Chion, Le complexe de Cyrano : La langue parlée dans les films français, Paris, Les Cahiers du cinéma, mars 2008, 192 p. (ISBN 978-2-86642-515-9), « Chapitre XVII. Une chambre en ville, 1982, de Jacques Demy », p. 108-112.

- Laurent Jullier, Abécédaire des parapluies de Cherbourg, Paris, éditions de L'amandier EDS, novembre 2007, 113 p., poche (ISBN 978-2-35516-032-5).

- Raphaël Lefèvre, Une chambre en ville de Jacques Demy : Accords et accrocs, Yellow Now, coll. « Côté films », 2013, 124 p. (ISBN 978-2-87340-326-3).

- Olivier Père et Marie Colmant, Jacques Demy, Éditions de La Martinière, 2010 (ISBN 978-2-7324-4177-1), « Une chambre en ville », p. 225-245.

- Dominique Sanda, « La politique et l'amour en clef d'exaltation », dans Matthieu Orléan (dir.), Le monde enchanté de Jacques Demy : catalogue d'exposition, Skira Flammarion, 2013 (ISBN 978-2081295322), p. 195-197.

- Camille Taboulay, Le cinéma enchanté de Jacques Demy, Paris, Les Cahiers du Cinéma, 18 octobre 1996, 192 p. (ISBN 978-2-86642-167-0).

- Isabelle Wolgust, Dictionnaire de la comédie musicale, Vendémiaire, 2018 (ISBN 978-2363583178), « Une chambre en ville », p. 243-246.

#### Articles
- Pascal Bonitzer, « La chambre ardente », Les Cahiers du cinéma, no 341,‎ novembre 1982 (ISSN 0008-011X).

- Jean Collet, « Une chambre en ville de Jacques Demy », Études, t. 357,‎ novembre 1982, p. 519-520 (ISSN 0014-1941, lire en ligne).

- Serge Daney, Jean Narboni et Serge Toubiana, « Interview de Jacques Demy », Les Cahiers du cinéma, no 341,‎ novembre 1982 (ISSN 0008-011X).

- Jean-René Ethier, « Une Chambre en ville », Séquences, no 112,‎ avril 1983, p. 39-42 (ISSN 0037-2412, lire en ligne).

- Joël Magny, « En ville, la tragédie », Les Cahiers du cinéma, no 438,‎ décembre 1990 (ISSN 0008-011X).

- Bruno Villien, « Entretien avec Jacques Demy », Le Nouvel Observateur,‎ 25 octobre 1982 (ISSN 0029-4713).

### Vidéographie

#### Éditions vidéo
- Une chambre en ville de Jacques Demy, VHS, Tréma vidéo, 1983.
- Une chambre en ville, de Christine  Gouze-Rénal (prod.) et de Jacques  Demy (réal.), Ciné-Tamaris, coll. « Intégrale Jacques Demy », 2008, coffret 12 dvd  (EAN 3333290001615) : Édité par Ciné-Tamaris Vidéo et Arte Vidéo, avec le soutien du CNC, du Comité Jean Cocteau, de la Fondation Pierre Bergé - Yves Saint Laurent et de l'INA.« Catalogue », Ciné-Tamaris (version du 2 mars 2012 sur Internet Archive).

#### Reportages documentaires et vidéos
- Gilles Hervé, Tournage du film « Une chambre en ville » à Nantes, France 3 Pays de Loire et INA, 29 mai 1982 Ce documentaire peut se visionner sur le site de l'INA (Tournage du film "Une chambre en ville sur ina.fr).
- Gérard Follin et Dominique Rabourdin, Jacques Demy tourne « Une chambre en ville », Video Ciné-Tamarin, Arte Video et INA, 6 octobre 1982 Ce documentaire se trouve sur le DVD d'Une chambre en ville et sur le site de l'INA (Jacques Demy tourne "Une chambre en ville" sur ina.fr).
- Thomas Bénigni et Valentin Vignet, Le film vu par Gérard Vaugeois, critique et producteur, Video Ciné-Tamarin, Arte Video et INA, 2008.
- Thomas Bénigni et Valentin Vignet, Autour de la sortie du film, Video Ciné-Tamarin, Arte Video et INA, 2008.